# Rhapsody of the Seas
Die Rhapsody of the Seas ist ein Kreuzfahrtschiff der Royal Caribbean International. Es zählt zur Vision-Klasse.

## Geschichte
Die Rhapsody of the Seas hatte am 11. Dezember 1995 in der französischen Werft Chantiers de l’Atlantique ihre Kiellegung. Der Stapellauf erfolgte am 1. August 1996 und die Jungfernfahrt mit der Royal Caribbean International schließlich am 19. Mai 1997.
Im März 2012 wurde das Schiff umfangreich modernisiert. Dabei wurden unter anderem die Kabinen neu gestaltet, das Unterhaltungsangebot erweitert und mehrere technische Neuerungen, wie der schiffsweite WLAN-Empfang auf dem Schiff installiert.
Im Jahr 2016 wurde das Schiff einer weiteren Überholung unterzogen.
Ende 2019 befand sich das Schiff in einem Trockendock in Cádiz, um einige routinemäßige Wartungsarbeiten, optische Verbesserungen und technische Upgrades vorzunehmen, wobei jedoch keine größeren Umgestaltungen vorgenommen wurden.

## Zwischenfälle
Am 24. März 1998, als das Schiff gerade am Hafen von Curaçao andockte, verschwand die 23-jährige Amy Lynn Bradley plötzlich spurlos vom Schiff. Obwohl die Behörden nicht davon ausgingen, dass sie ertrank, wurde sie bis heute nicht gefunden.
Nach dem Terror-Angriff der Hamas auf Israel 2023 wurden sechs geplante Kreuzfahrten ab Haifa gestrichen. Stattdessen wurde das Schiff am 16. Oktober 2023 zur Evakuierung US-amerikanischer Bürger von Haifa nach Limassol eingesetzt.

## Galerie

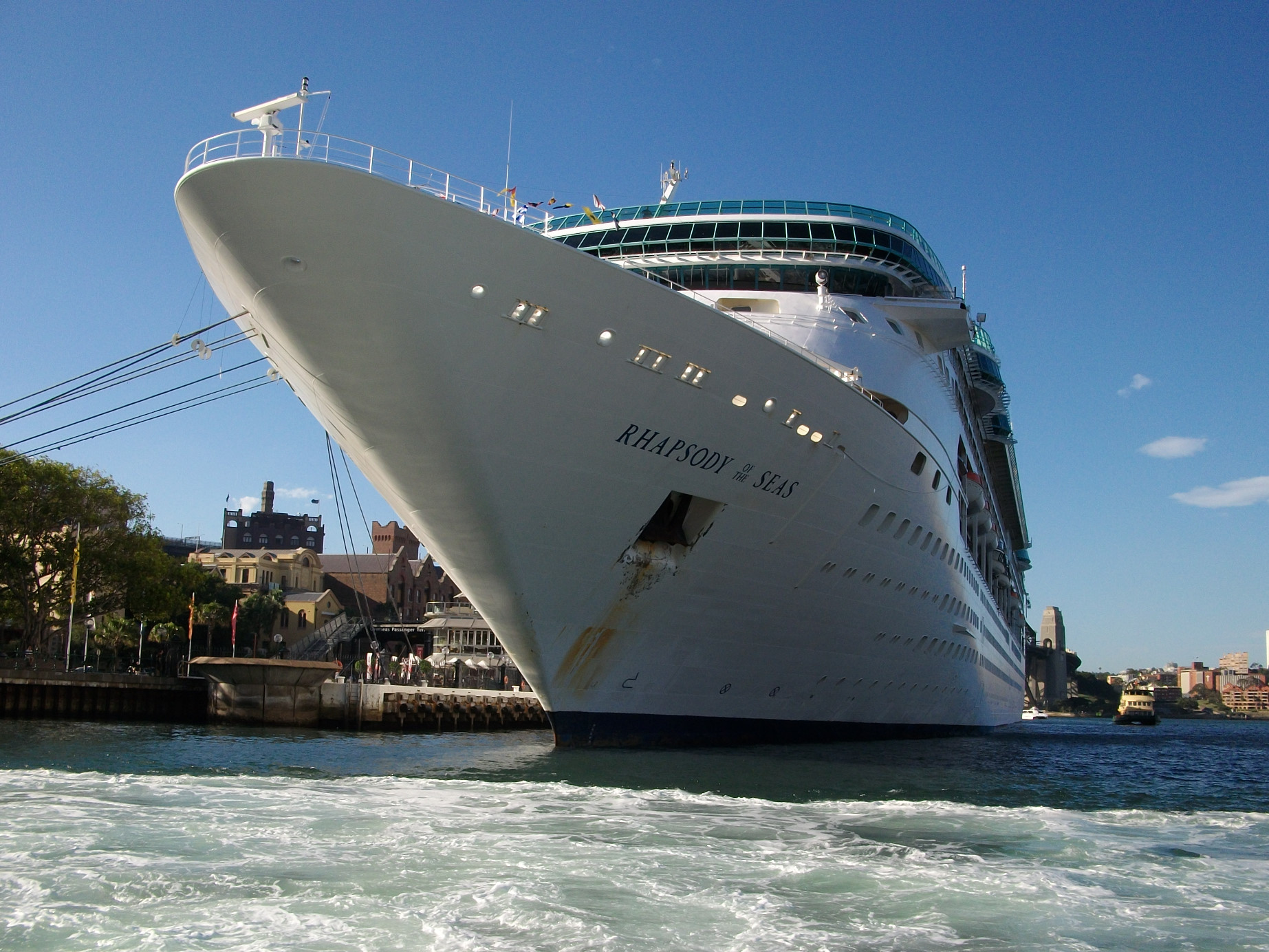
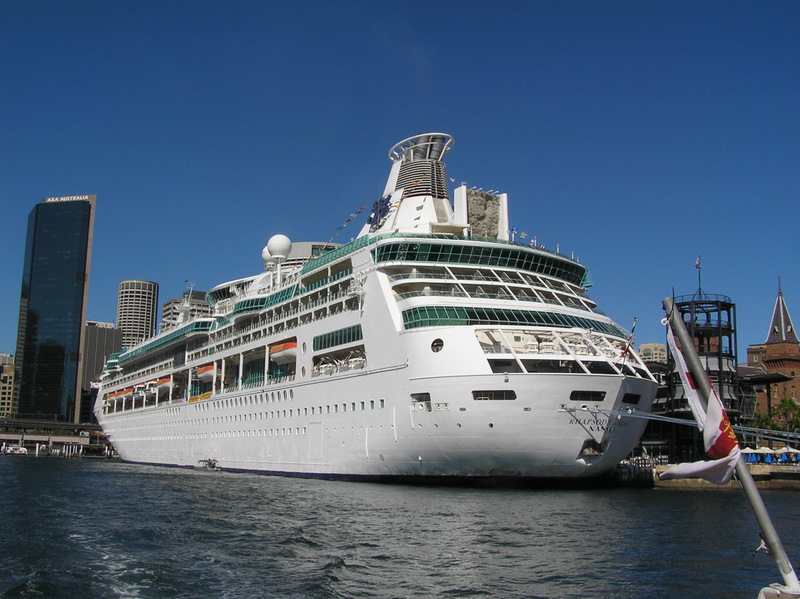
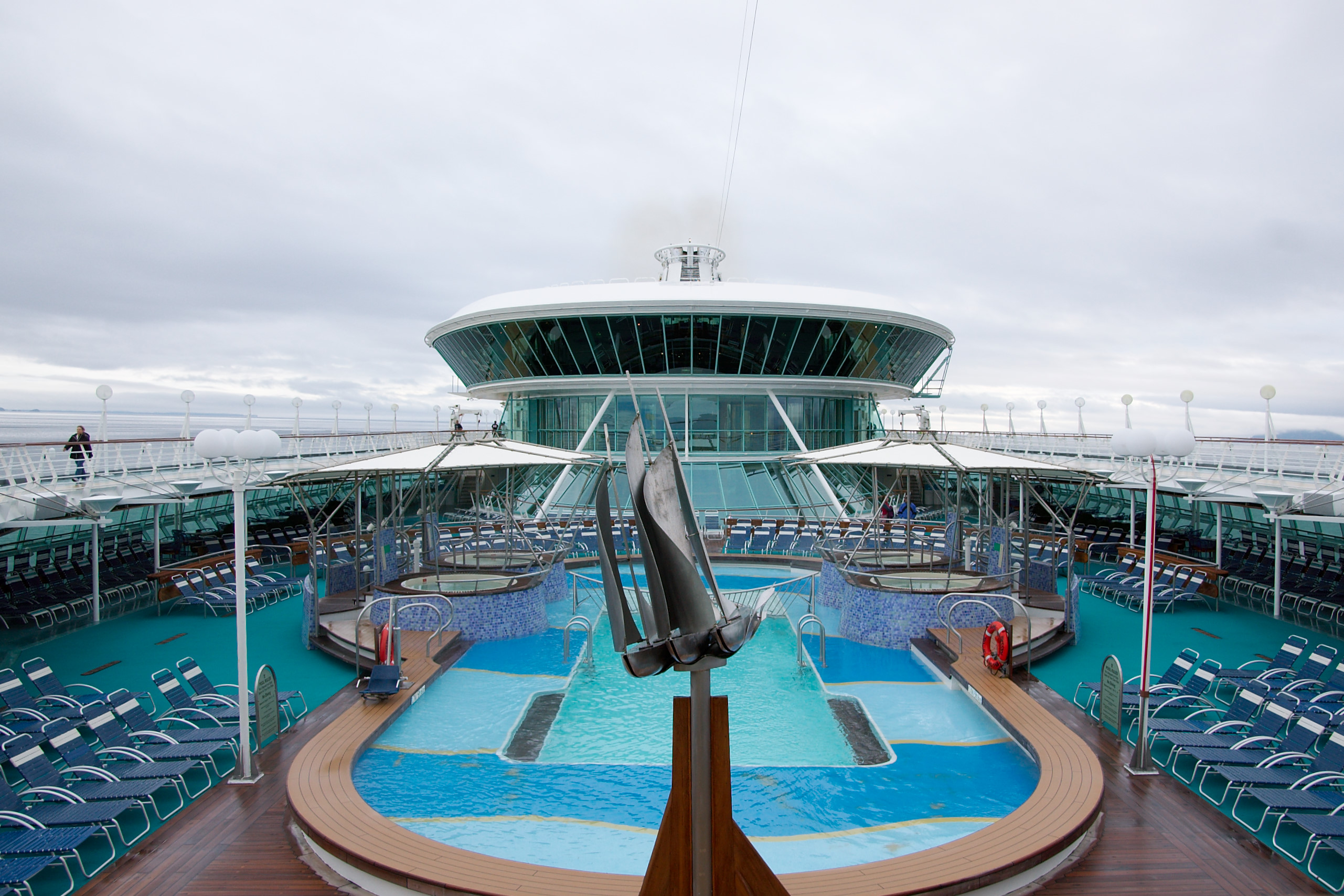
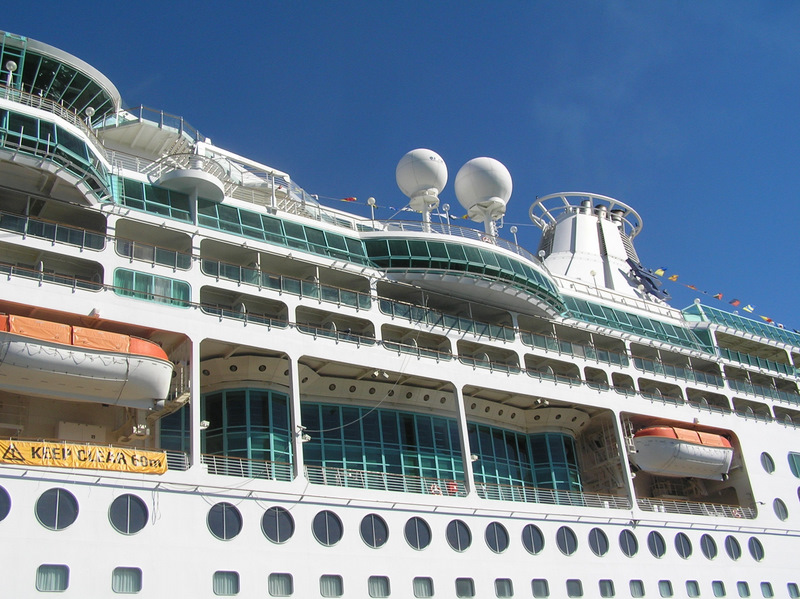